# Marcel Schmelzer
Marcel Schmelzer (født 22. januar 1988 i Magdeburg, Østtyskland) er en tysk fodboldspiller, der spiller som venstre back hos Bundesliga-klubben Borussia Dortmund. Han har spillet for klubben hele sin seniorkarriere, startende i 2007. 

## Landshold
Schmelzer står noteret for 16 kamp for Tysklands landshold, som han debuterede for 17. november 2010 i en venskabskamp mod Sverige.